# 山梨学院短期大学
山梨学院短期大学（日语：／ Yamanashi Gakuin Tanki Daigaku *），简称山学短大，是一所位于日本山梨县甲府市的私立短期大学。

## 概要

### 简介
- 学校最早可以追溯到1946年[1]。短期大学为于1951年开办[1]、由学校法人山梨学院经营。男女同校[2]从1991年。

### 历史
- 1951年 山梨学院短期大学成立并同时设置一个学科即营养科[1]。
- 1953年 法经科成立。
- 1961年 法经科招生最后、次年停止招生（正式停办于1967年3月31日[3]）。
- 1967年 保育科成立[3]。
- 1968年 营养科改名为食物营养科[3]。
- 1987年 专科保育专攻成立[4]。
- 1991年 经营学科成立[3]、开始招収男学生。
- 2002年 专科食物营养科成立[4]。
- 2006年 经营学科招生最后、次年停止招生（正式停办于2008年3月31日[3]）。
- 2009年 专科食物营养科招生最后、次年停止招生（正式停办于2011年3月31日[4]）。

### 宪章
- 请参看山梨学院短期大学的标志 （页面存档备份，存于） （日語） 2014年2月1日阅览。

## 学校环境
- 校区：在山梨县甲府市

## 组织

### 学科
- 食物营养科
- 保育科

### 已废除学科
- 法经科[注 1]
- 经营学科[注 2]

### 专科
- 保育专攻
- 食物营养专攻[注 3]

## 相关链接
- 日本短期大学列表
- 山梨学院大学